# Ерахта
Ера́хта — село в Архаринском районе Амурской области, входит в Грибовский сельсовет.
Основано в 1908 г. Название с эвенкийского ирэктэ – "лиственница". В окрестностях села произрастает в обилии данный вид деревьев.

## География
Село Ерахта стоит на левом берегу реки Архара вблизи устья реки Ерахта.
Село Ерахта расположено северо-восточнее автотрассы Чита — Хабаровск, расстояние до перекрёстка (у села Заречное) — 6 км.
Расстояние до районного центра пос. Архара — 20 км.
От села Ерахта вверх по левому берегу Архары идёт дорога к селу Могилёвка, от неё на правый берег — к административному центру Грибовского сельсовета с. Грибовка, расстояние до Грибовки — 14 км.

## Население
| 2002 | 2010 | 2012 | 2013 | 2014 | 2015 | 2016 |
| ---- | ---- | ---- | ---- | ---- | ---- | ---- |
| 3    | ↘1   | →1   | →1   | ↗2   | ↗3   | ↗4   |
| 2017 | 2018 |      |      |      |      |      |
| →4   | ↗5   |      |      |      |      |      |